# Lio
Vanda Maria Ribeiro Furtado Tavares de Vasconcelos (Mangualde, 17 juni 1962) is een Belgisch-Portugese zangeres. Zij is bekender onder haar artiestennaam Lio.
In 1979 had Lio in Frankrijk en België een enorm succes met haar nummer "Banana Split". Met 2 miljoen verkochte singles werd het een van de populairste hits in de Franstalige muziek van de jaren tachtig. Verder had ze nog hits met "Amoureux solitaires" in 1980 (ook in Nederland in 1981 een hit), "Amicalement votre" (1981) en "Mona Lisa" in 1982.

## Muzikale karakteristiek
Lio heeft naar eigen zeggen "een stem met een hoog zuurgehalte". Haar repertoire beantwoordt hieraan door het ontbreken van iedere sentimentaliteit, wat in de Franstalige lichte muziek bijzonder genoemd mag worden.

## Levensloop
Lio werd geboren in Mangualde, een klein stadje in Portugal. Haar ouders waren politiek links, en Lio is deze maatschappijvisie trouw gebleven. Mede vanwege de toenmalige zware invloed van het Salazar-regime, gesteund door de Rooms Katholieke kerk, emigreerde Lio in 1968 met haar moeder naar België. Lio groeide verder op in Brussel, in een zeer modaal stadsdeel. In haar tienerjaren dankte ze haar platencontract aan de Belgische belastingwetten, die haar muziekmaatschappij verplichtten om ook Belgische artiesten onder contract te nemen. Tot verbazing van iedereen, ook van Lio zelf, verkocht haar muziek in 1979-1981 ver boven de verwachtingen.
Na de successen in de popmuziek betrad Lio in 1983 ook de filmwereld. Ze begon in "Golden Eighties". Na "Elsa Elsa" volgde in 1989 "Chambre à part", waarin ze samenspeelt met Jacques Dutronc. Na de film "Itinéraire d'un enfant gâté" (1988) flopte haar album "Can Can" en besloot ze modeontwerpster te worden. Het werd een commercieel succes en van 1988-1990 mocht ze ontwerpen voor Prisunic. In 1990 stopte ze met ontwerpen en ging ze weer films maken "Chambre à part", en het jaar erop "Sans un cri" en "Après l'amour". In 1991 nam ze haar album "Des fleurs pour un caméléon" op, dat weinig meer succes had dan "Can Can".
Lio verscheen ook in diverse mannenbladen, zoals bijvoorbeeld de Franse Playboy.
Rond haar 30e besloot Lio dat het tijd was om van haar babydollimago af te komen maar de studio's gingen daar niet mee akkoord. In 1993 speelde ze nog de hoofdrol in "La Madre muerta" en "Personne ne m'aime" en in 1995 "Niña de tus sueños". Haar album "Wandatta" van 1996 was volwassener, maar het grote publiek had niet veel interesse in haar nieuwe stijl.
Lio's zangcarrière nam in 1999/2000 een onverwachte wending met haar album "Lio chante Prévert". Het is gebaseerd op teksten van de Franse literaire grootheid Jacques Prévert. Lio zingt op deze cd in de voor haar ongewone stijl van het klassieke Franse chanson. Het album kreeg goede kritieken, en leverde Lio enkele grote concerten op, in Parijs en "Francofolies" in Spa. Maar haar succes werd nooit dat wat het was in de jaren tachtig.

## Privé
In 1999 kreeg ze nog een tweeling bij haar 3 kinderen, en scheidde ze van haar man, zanger Zad. Ze klaagde hem ook aan voor mishandeling. In 2003 werd haar zesde kind geboren.

## Autobiografie
In 2004 publiceerde de toen 42-jarige Lio, in samenwerking met de journalist Gilles Verlant, haar autobiografie "LIO popmodel". Uitgegeven door Editions Flammaron, ISBN 2-08-068628-3.

## Discografie

### Albums
- Lio - 1980
- Suite sixtine - 1982
- Amour toujours - 1983
- Pop model- 1986
- Can can - 1988
- Des fleurs pour un caméléon - 1991
- Wanadatta - 1996
- Lio chante Prévert - 2000
- Coeur de rubis - 2003
- Dites au prince charmant - 2006
- Lio canta Caymmi - 2018

### Single
- Met Nana Mouskouri nam ze het duet "Les Brunes Comptent Pas Pour Des Prunes" op.